# Harrisville (Michigan)
Harrisville is een plaats (city) in de Amerikaanse staat Michigan, en valt bestuurlijk gezien onder Alcona County.

## Demografie
Bij de volkstelling in 2000 werd het aantal inwoners vastgesteld op 514.
In 2006 is het aantal inwoners door het United States Census Bureau geschat op 501, een daling van 13 (-2,5%).

## Geografie
Volgens het United States Census Bureau beslaat de plaats een oppervlakte van
1,6 km², geheel bestaande uit land. Harrisville ligt op ongeveer 190 m boven zeeniveau.

## Plaatsen in de nabije omgeving
De onderstaande figuur toont nabijgelegen plaatsen in een straal van 28 km rond Harrisville.